# Andrew Zerzan
 (avril 2021).
La mise en forme du texte ne suit pas les recommandations de Wikipédia : il faut le « wikifier ».
Les points d'amélioration suivants sont les cas les plus fréquents. Le détail des points à revoir est peut-être précisé sur la page de discussion.
- Les titres sont pré-formatés par le logiciel. Ils ne sont ni en capitales, ni en gras.
- Le texte ne doit pas être écrit en capitales (les noms de famille non plus), ni en gras, ni en italique, ni en « petit »…
- Le gras n'est utilisé que pour surligner le titre de l'article dans l'introduction, une seule fois.
- L'italique est rarement utilisé : mots en langue étrangère, titres d'œuvres, noms de bateaux, etc.
- Les citations ne sont pas en italique mais en corps de texte normal. Elles sont entourées par des guillemets français : « et ».
- Les listes à puces sont à éviter, des paragraphes rédigés étant largement préférés. Les tableaux sont à réserver à la présentation de données structurées (résultats, etc.).
- Les appels de note de bas de page (petits chiffres en exposant, introduits par l'outil «  Source ») sont à placer entre la fin de phrase et le point final[comme ça].
- Les liens internes (vers d'autres articles de Wikipédia) sont à choisir avec parcimonie. Créez des liens vers des articles approfondissant le sujet. Les termes génériques sans rapport avec le sujet sont à éviter, ainsi que les répétitions de liens vers un même terme.
- Les liens externes sont à placer uniquement dans une section « Liens externes », à la fin de l'article. Ces liens sont à choisir avec parcimonie suivant les règles définies. Si un lien sert de source à l'article, son insertion dans le texte est à faire par les notes de bas de page.
- La présentation des références doit suivre les conventions bibliographiques. Il est recommandé d'utiliser les modèles {{Ouvrage}}, {{Chapitre}}, {{Article}}, {{Lien web}} et/ou {{Bibliographie}}. Le mode d'édition visuel peut mettre en forme automatiquement les références.
- Insérer une infobox (cadre d'informations à droite) n'est pas obligatoire pour parachever la mise en page.

Pour une aide détaillée, merci de consulter Aide:Wikification.
Si vous pensez que ces points ont été résolus, vous pouvez retirer ce bandeau et améliorer la mise en forme d'un autre article.
Andrew Zerzan (né le 27 mai 1981) est un ancien fonctionnaire de la Banque mondiale et secrétaire du groupe de travail de l'Équipe spéciale des Nations unies chargée de la lutte contre le terrorisme. Il est directeur de l'éducation au British Council. Andrew est un orateur fréquent sur les questions de développement économique et de la criminalité financière et une référence dans la littérature sur la lutte contre le blanchiment d'argent. En 2014, il a été récompensé pour son travail de mise en place d'un programme mondial de gestion des risques lors des Risk Management Awards de la City de Londres.

## Vie et éducation
Zerzan est né aux États-Unis. Il est diplômé de l'université de Toronto avec une double spécialisation en politique et en économie et a ensuite étudié la réglementation financière et commerciale à la London School of Economics

## Recherche et vie professionnelle
Zerzan a travaillé sur des initiatives des Nations unies, de la Banque mondiale et de la Fondation Bill et Melinda Gates visant à transformer la manière dont les pauvres déplacent leurs actifs financiers. Avec ses collègues, il a mis au point les premiers outils d'évaluation des risques pour aider les entreprises et les autorités de réglementation à calibrer les réponses aux risques réels auxquels elles sont confrontées. Pour ce travail, la Banque mondiale lui a décerné le titre de Jeune professionnel de l'année.
Au British Council, Zerzan a contribué à la mise en place d'une collaboration entre le Royaume-Uni et la Chine. L'objectif de ce partenariat est de mettre en relation des étudiants dans des secteurs tels que les soins de santé, la sécurité alimentaire, les énergies renouvelables et la fabrication. C'est pourquoi le British Council et le ministère de l'éducation ont accordé des financements à près de 30 universités, dont l'université de Pékin, l'université de technologie de Dalian, l'université de Leeds et le King's College de Londres. Le Royaume-Uni est en train de devenir une destination privilégiée pour les étudiants chinois et, selon les statistiques du service d'admission des universités et collèges, "le nombre de candidats chinois à l'université a augmenté de 30 % pendant l'année universitaire en cours.
Depuis, M. Zerzan s'est largement impliqué dans des débats publics sur l'impact de la technologie sur le développement mondial, notamment dans le tiers monde. Il a prononcé des discours sur le service bancaire mobile et les crimes financiers dans les pays en développement. Il est conférencier invité à la London School of Economics depuis 2012. En 2006, M. Zerzan a été remarqué pour sa contribution à un rapport sur les technologies de l'information rédigé par le groupe de réflexion à but non lucratif RiOS Institute,.
Zerzan a mené des recherches sur les risques de blanchiment d'argent liés aux services financiers par téléphone mobile, les risques des nouvelles technologies pour les paiements et la lutte contre le terrorisme.
M. Zerzan a siégé au conseil d'administration de l'association caritative The International Debate Education Association (IDEA), tant à Londres qu'à l'étranger, et il a également fait du bénévolat pour l'organisation à but non lucratif West London Zone. Il était auparavant directeur des projets de réglementation pour Mobile Money for the Unbanked, une initiative parrainée par la Fondation Bill et Melinda Gates visant à étendre les services financiers aux personnes vivant avec moins de 2 dollars par jour,.

## Liste sélective de publications
- Pourquoi les scientifiques devraient-ils communiquer clairement avec le public?, 2019 [16]
- Comment réussir un partenariat avec une université chinoise, 2019[17].
- Services financiers de la police: Étude du régime réglementaire de lutte contre le blanchiment d'argent, 2011[18]
- Nouvelles technologies, nouveaux risques? Innovation and Countering the Financing of Terrorism, 2010[19]
- Guide de l'industrie : Méthodologie d'évaluation des risques de blanchiment de capitaux et de financement du terrorisme, 2010 [2]